# 3-nitroanilină
3-nitroanilina sau m-nitroanilina este un compus organic cu formula chimică H2NC6H4NO2. Este un derivat de anilină și are și o grupă funcțională nitro în poziția 3. Este utilizată majoritar ca precursor coloranți. Există alți doi izomeri de nitroanilină.